# 8939 Onodajunjiro
8939 Onodajunjiro eller 1997 BU1 är en asteroid i huvudbältet som upptäcktes den 29 januari 1997 av den japanska astronomen Takao Kobayashi vid Ōizumi-observatoriet. Den är uppkallad efter Junjiro Onoda.
Asteroiden har en diameter på ungefär 6 kilometer och den tillhör asteroidgruppen Koronis.